# Райе, Пьер Франсуа Олив
Пьер Франсуа́ Оли́в Райе́ (фр. Pierre François Olive Rayer; 1793—1867) — французский дерматолог. 
Член Французской академии наук (1843).
В 1841 году он опубликовал трехтомный трактат о болезни почек. Был лейб-медиком Луи-Филиппа и Наполеона III. Выдающийся практик, Райе оставил ряд обширных сочинений по медицине; кроме многочисленных статей в специальных журналах ему принадлежат:
- «Sommaire d’une histoire de L’anatomie pathologique» (1818)
- «Histoire de l' épidémie de suette milaire de 1821» (1822)
- «Traité théorique et pratique des maladies de la peau» (1832),
- «De la morve et du farcim chez l’homme» (1837),
- «Traité des maladies des reins» (1839—1841), с атласом (1841),
- «Cours de médecine comparée» (1863, вышло только введение).